# Систем „Љубавника“ или „Ромео макроа"
Систем  „Љубавника“ или „Ромео макроа" криминалци користе за регрутовање жртава суочених са економским и друштвеним потешкоћама. Циљају на рањивост својих жртава, манипулишу и заводе их скупим поклонима и обећањима о бољем животу у иностранству. Заведене девојке или момци напуштају свој дом и породицу у потрази за бољим друштвеним и економским условима у другим земљама. Када су у новом окружењу, изоловане од примарног станишта, присиљене су на проституцију како би зарадиле новац за свог подводача, који се претварао да је њихов дечко и заштитник. Жртве су намамљене наклоношћу, а застрашене насиљем и претњама против њих и њихових породица. "Ромео макрои" су трговци људима и делују тако што наводе младе девојке или момке да се заљубе у њих. Када имају жртве под својим утицајем, експлоатишу их. Систем „Љубавника" је постао најчешћи модус операнди трговине људима.

## Функционисање система
Постоји заједнички образац у љиховом раду, а то су: поклони, љубав,наклоност,  дрога и, као последњи корак, експлоатација, најчешће сексуална. Утицај друштвених медија доводи до тога да је укупан процес намамљивања знатно краћи него у прошлости. Манипулатор, односно „Љубавник" или „Ромео макро" жртвама приступа под лажним изговором о бољој и срећнијој будућности уз њега. Овај систем има две фазе: 
1. „Љубавник" улаже време у везу са жртвом како би јој се приближио, стекао њено поверење и напослетку захтевао условну љубав: „Ако ме волиш, урадићеш ово.”
2. Изоловање жртве, претње, уцене и експлоатација.
Два начина проналажења потенцијалних жртава:[5]

- Онлајн врбовање. Превара започиње на интернету и на друштвеним мрежама. Учиниоци траже личне податке о потенцијалним жртвама које остављају на својим налозима на друштвеним мрежама, као што су: ниво образовања, породичне везе, показатеље економског статуса и листу пријатеља.
- Лично врбовање. Учинилац приступа потенцијалним жртвама у ноћним клубовима или путем сопствене друштвене мреже. Затим се користе техникама као што су показивање емпатије, стицање поверења, давање савета или обасипање поклонима или љубављу.

## Знаци упозорења
„Љубавник" је у првој фази, фази стицања поверења, љубазан и шармантан. Делује на особу тако што јој нуди љубав и саосећање. Овакав приступ им омогућава да стекну поверење жртава. Знаци упозорења почињу када захтева од жртве да се бави проституцијом, привремено или изузетно. Он обећава да ће зарада жртве бити искоришћена за заједничке будуће планове или циљеве.

## Мере личне заштите[6]
Додатни знаци упозорења: 
- Учинилац почиње да доводи у питање самопоуздање или независност жртве;
- Учинилац изолује жртву од пријатеља или породице;
- Учинилац почиње да се понаша агресивно или насилно према жртви;
- Учинилац приморава жртву на радње на које не пристаје.

## Активност Европола
Европол је координирао оперативне активности, омогућио размену информација и пружио аналитичку подршку. Eurojust је успоставио Заједнички истражни тим за координацију оперативних активности у прекограничној истрази. Број случајева у Eurojust који се односе на истраге о трговини људима стално је растао током последњих година са око 100 случајева у 2016. години на 183 случаја регистрована у 2019 години. То је такође довело до повећања броја заједничких истражних тимова (Joint Investigation Teams JIT), који се показао као ефикасан алат за борбу против овог облика криминала.